# Orleton
Orleton est un village anglais dans le nord du Herefordshire au Royaume-Uni.